# بیمارستان دانشگاه هاوکلند
بیمارستان دانشگاه هاوکلند (به لاتین: Haukeland University Hospital) یک بیمارستان در نروژ است که در Bergen Municipality واقع شده‌است.